# Johan Browallius
Johan Browallius, né le 30 août 1707 à Västerås et décédé le 25 juillet 1755 à Turku, est un théologien luthérien finlandais et suédois, physicien, botaniste. Il est professeur à l'Académie royale d'Åbo (1737-1749) et évêque de Turku (1749-1755).

## Biographie
Johan Browallius est le fils du maître de Anders Browall (1685-1720) et de sa femme Katarina Sigtunius. Après la mort de son père, il s'inscrit à l'université d'Uppsala le 18 février 1720. Il étudie, entre autres, auprès d'Eric Alstrin (1683-1762) et de Laurentius Arrhenius (1680-1730). En 1731, il obtient une maîtrise en philosophie sous la direction d'Anders Grönvall (1671-1758).
Il se rend ensuite à Falun, où il est précepteur des fils de Nils Reuterholm (1676-1756), qui est alors gouverneur de la province de Dalécarlie. Il y rencontre Carl von Linné (1707-1778), qui passe la fin de l'année 1732/33 à Falun à l'invitation de son ami Claes Sohlberg (1711-1773). Ils se lient d'amitié et Linné nomme dans les années qui suivent le genre botanique Browallia en l'honneur de Johan Browallius. Leur amitié ne dure toutefois pas, Browallius ayant courtisé, en vain, la fiancée de Linné, Sara Lisa Moraea, pendant que ce dernier voyageait en Europe.
Johan Browallius est nommé professeur d'histoire naturelle à l'Académie royale d'Åbo en 1737. De nombreux travaux sont réalisés sous sa direction dans les domaines de la botanique, de la chimie, de la physique et de la minéralogie. En 1739, dans son Examen Epicriseos, il défend le Système de Linné de classification des plantes contre le botaniste allemand Johann Georg Siegesbeck (1686-1755). Il est élu membre de l'Académie royale des sciences de Suède en 1740.
En 1746, il devient professeur de théologie de 1746 et le reste jusqu'à sa promotion, en 1749, au poste d'évêque de Turku, alors un diocèse de l'Église de Suède, et de vice-chancelier de l'Académie 1749. Il occupe ces fonctions jusqu'en 1755.

## Famille
Johan Browallius épouse Elisabet (née Ehrenholm, 1707-1779) le 12 février 1738. Elle est la fille de l'archiviste du gouvernement et secrétaire du budget Johann Christian Kippius von Ehrenholm de Brême-Verden. Il est le grand-père du chimiste Johan Gadolin (1760-1852).